# Whirlwind (motorfietsen)
Whirlwind is een historisch Brits merk van hulpmotoren en motorfietsen.
De bedrijfsnaam was: Dorman Engineering Co., Northampton.
Dit was een Engels merk dat van 1901 tot 1903 1½pk-clip-on motoren en motorfietsen van 2 en 2½ pk produceerde. In de jaren 1925-1927 produceerde dit bedrijf de oliegekoelde 347cc-Bradshaw-motoren.